# Bajram Kosumi
Bajram Kosumi, född den 20 mars 1960 i Kamenica i Kosovo i Jugoslavien, är en kosovansk politiker.
Bajram Kosumi deltog i den albanska resningen 1981 och dömdes till en tio års lång fängelsestraff av en serbisk domstol. Efter frigivningen blev han medlem i Kosovos parlamentariska parti och var dess partiledare 1993-1996. Kosumi var både informations- och miljöminister och medlem i Kosovos parlamentets presidium. Kosumi efterträdde Ramush Haradinaj som Kosovos premiärminister den 25 mars 2005, en post han höll ända fram till den 10 mars 2006. Kosumi är sedan 2001 ledamot i Kosovos parlament.